# 桂林乌桕
桂林乌桕（学名：Sapium chihsinianum）为大戟科乌桕属下的一个种。

## 扩展阅读
- 維基物種上的相關：桂林乌桕